# Razón especulativa
Razón especulativa, a veces llamado razón teórica o razón pura, es pensamiento teórico (o lógica al,  deductivo), en oposición al pensamiento práctico (activo, dispuesto). La distinción entre los dos se remonta al menos hasta los filósofos griegos antiguos, como Platón y Aristóteles, quienes distinguieron entre teoría ( theoria,  o una amplia, vista de pájaro de un tema, o visión clara de su estructura) y práctica ( praxis ), así como  techne .
La razón especulativa es contemplativa, desapegada y segura, mientras que la razón práctica está comprometida, involucrada, activa y dependiente de los detalles de la situación. La razón especulativa proporciona los principios universales y necesarios de la lógica, como el principio de no contradicción, que debe aplicarse en todas partes, independientemente de las particularidades de la situación.
Por otro lado, razón práctica es el poder de la mente comprometida en decidir qué hacer. También se le conoce como razón moral, porque involucra acción, decisión y detalles. Aunque muchos otros pensadores han erigido sistemas basados en la distinción, dos importantes pensadores posteriores que lo han hecho son Tomás de Aquino (que sigue a Aristóteles en muchos aspectos) e Immanuel Kant.